# 1. deild karla 1995
Mùa giải 1995 của 1. deild karla là mùa giải thứ 41 của bóng đá hạng hai ở Iceland.

## Bảng xếp hạng
| Vị thứ | Đội          | Số trận | Thắng | Hòa | Thua | Bàn thắng | Bàn thua | Hiệu số | Điểm | Ghi chú                     |
| ------ | ------------ | ------- | ----- | --- | ---- | --------- | -------- | ------- | ---- | --------------------------- |
| 1      | Fylkir       | 18      | 14    | 2   | 2    | 49        | 21       | +28     | 44   | Thăng hạng Úrvalsdeild 1996 |
| 2      | Stjarnan     | 18      | 11    | 4   | 3    | 41        | 21       | +20     | 37   | Thăng hạng Úrvalsdeild 1996 |
| 3      | KA           | 18      | 7     | 6   | 5    | 26        | 25       | +1      | 27   |                             |
| 4      | Þór A.       | 18      | 8     | 3   | 7    | 28        | 29       | -1      | 27   |                             |
| 5      | Skallagrímur | 18      | 6     | 6   | 6    | 22        | 23       | -1      | 24   |                             |
| 6      | Þróttur R.   | 18      | 6     | 4   | 8    | 31        | 31       | 0       | 22   |                             |
| 7      | Víkingur R.  | 18      | 4     | 6   | 8    | 27        | 37       | -10     | 18   |                             |
| 8      | ÍR           | 18      | 5     | 3   | 10   | 23        | 35       | -12     | 18   |                             |
| 9      | HK           | 18      | 4     | 5   | 9    | 33        | 37       | -4      | 17   | Xuống hạng 2. deild 1996    |
| 10     | Víðir        | 18      | 4     | 3   | 11   | 14        | 35       | -21     | 15   | Xuống hạng 2. deild 1996    |

## Danh sách ghi bàn
| Cầu thủ                  | Số bàn thắng | Đội bóng     |
| ------------------------ | ------------ | ------------ |
| Kristinn Tómasson        | 15           | Fylkir       |
| Þórhallur Dan Jóhannsson | 15           | Fylkir       |
| Guðmundur Steinsson      | 11           | Stjarnan     |
| Guðjón Þorvarðarson      | 10           | ÍR           |
| Hjörtur Hjartarson       | 10           | Skallagrímur |
| Marteinn Guðgeirsson     | 10           | Víkingur R.  |